# Minucia lunaris
Minucia lunaris là một loài bướm đêm trong họ Erebidae.

## Hình ảnh

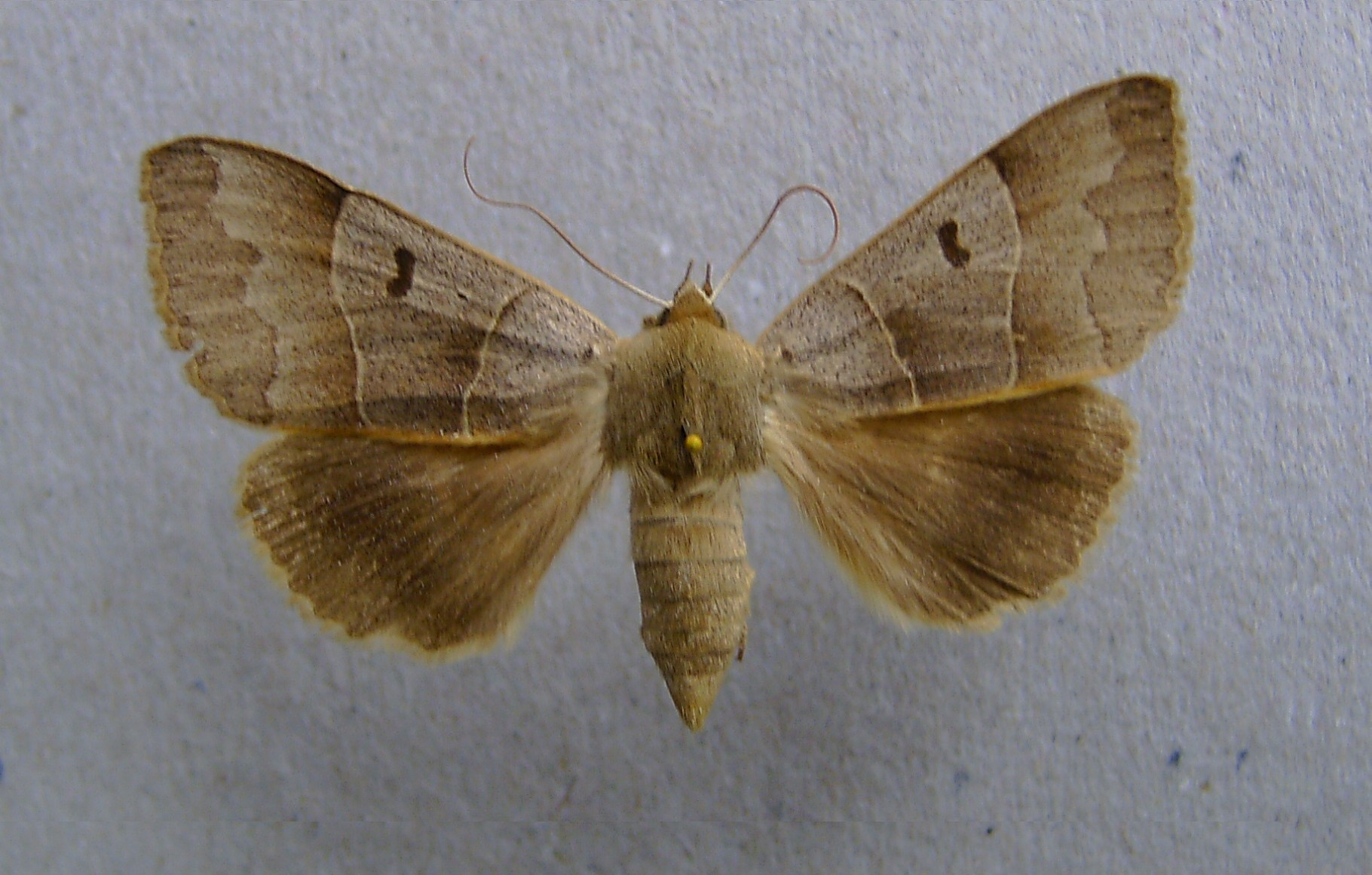
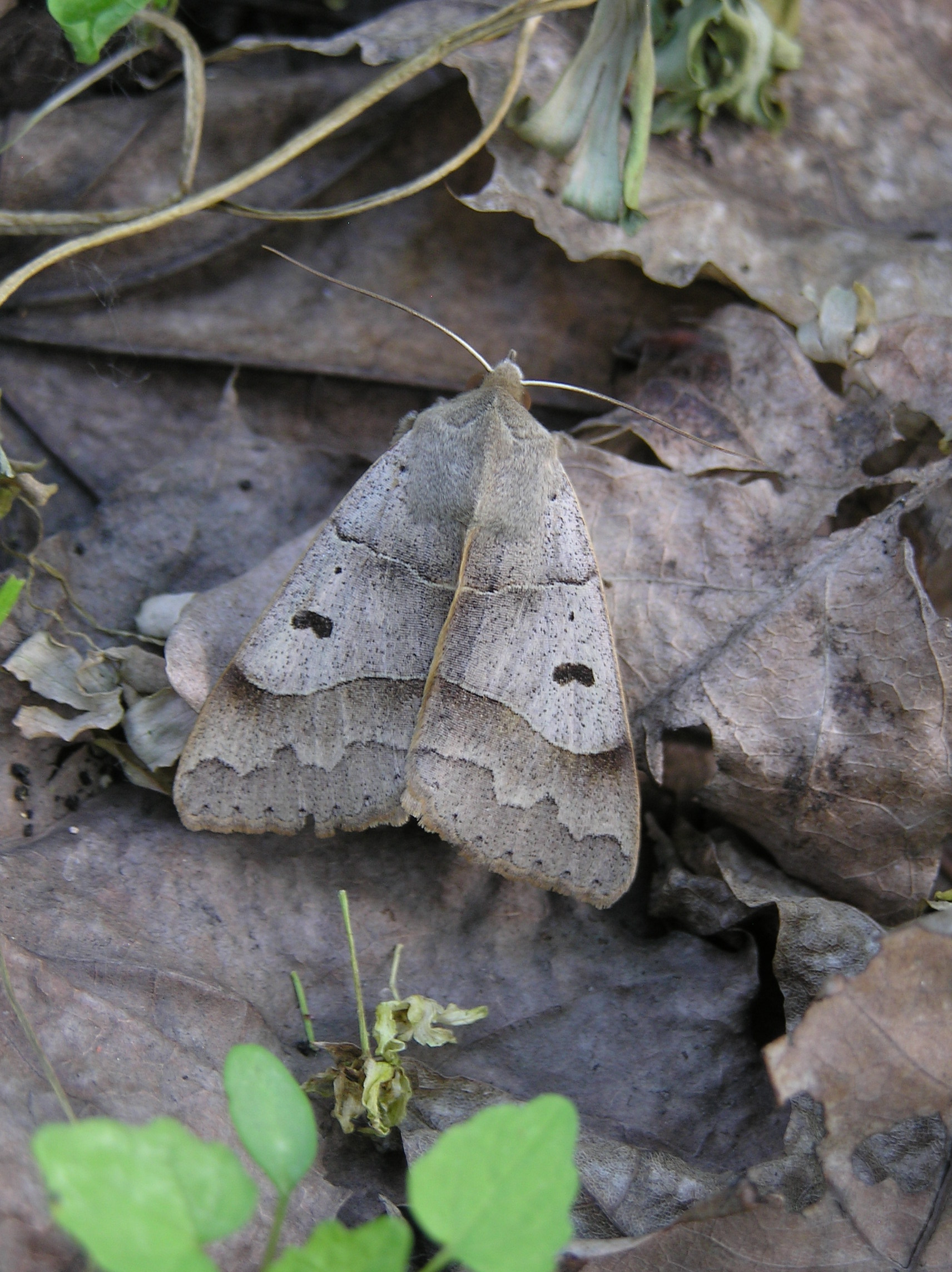
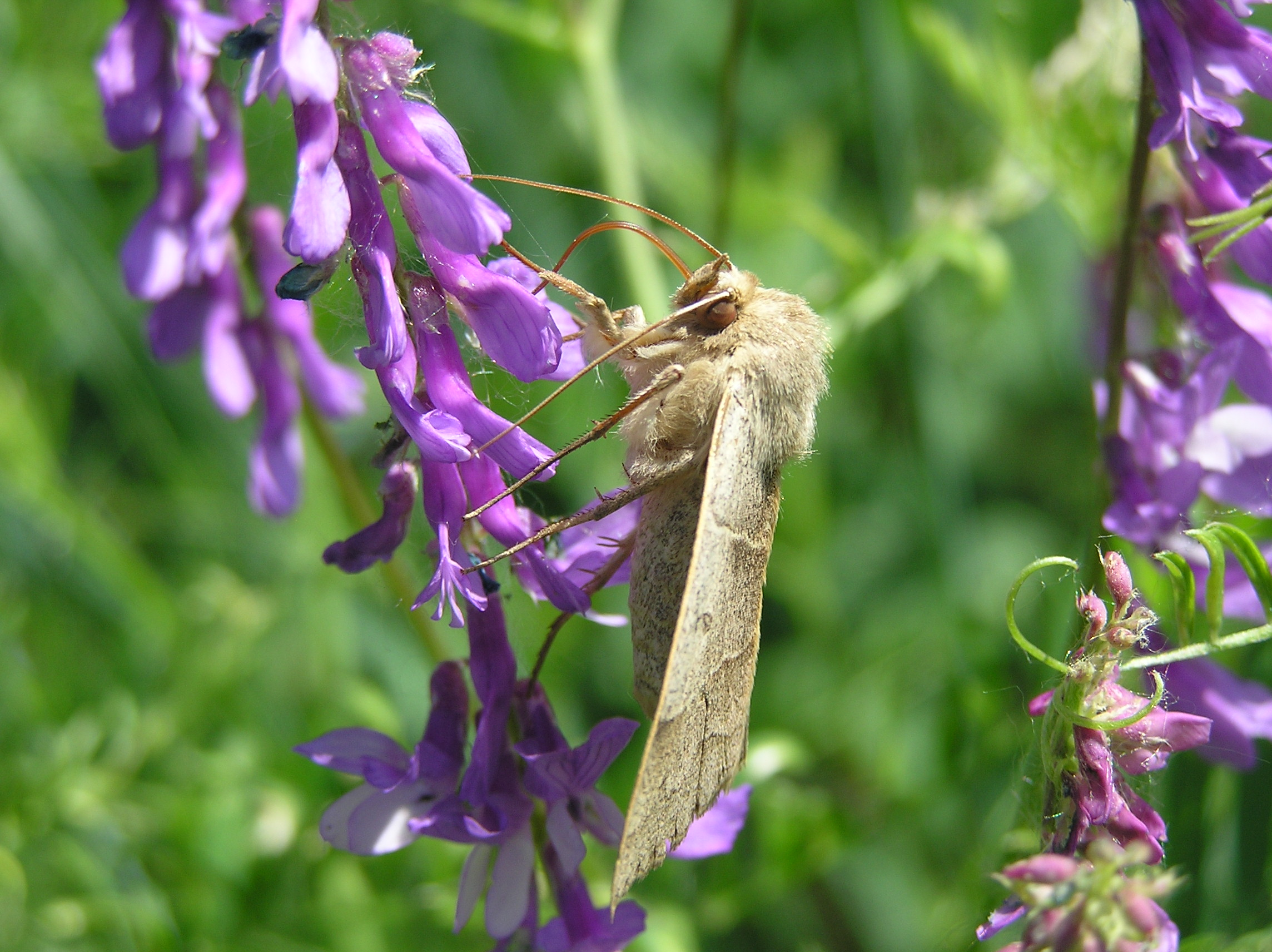
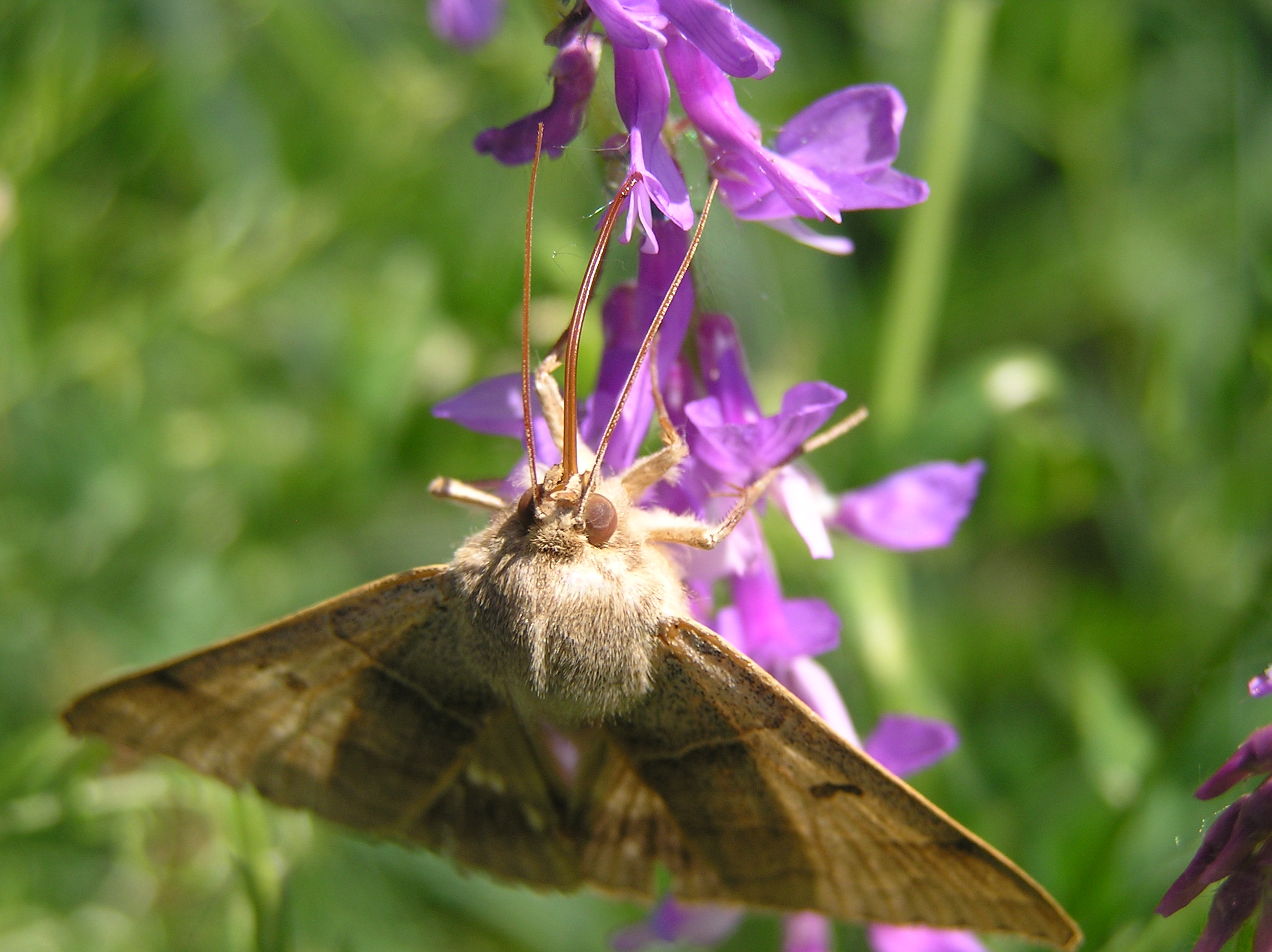